# Conclave del 1181
Il conclave del 1181, apertosi a seguito del decesso di papa Alessandro III, si concluse con l'elezione al soglio pontificio del cardinale Ubaldo Allucingoli, che prese il nome di papa Lucio III. Questa fu la prima elezione di un papa regolata dal canone Licet de evitanda discordia, promulgato nel Concilio Lateranense III del 1179, che stabilì la maggioranza di due terzi almeno per la validità dell'elezione di un papa.

## Licet de evitanda discordia
Il conclave del 1159 aveva visto il Sacro Collegio irrimediabilmente diviso: i cardinali non riuscirono a raggiungere un compromesso sulla persona da eleggere e il collegio si divise in due parti, ciascuna delle quali elesse un proprio papa. Si ebbero così due eletti: il cardinale Rolando Bandinelli, che prese il nome di papa Alessandro III, e il cardinale Ottaviano dei signori di Monticelli, che prese il nome di papa Vittore IV. Lo scisma risultante fu la conseguenza delle norme che regolavano allora l'elezione del pontefice e che richiedevano, per la sua validità, il voto unanime; durò almeno vent'anni, fino, all'agosto del 1178, quando Callisto III, successore di Vittore IV, si sottomise a papa Alessandro III.
Negli anni successivi, Alessandro III celebrò il Concilio Lateranense III, che promulgò il canone Licet de evitanda discordia. Il decreto contenne due novità che, senza esagerare, possono essere definite storiche:
1. Viene annullata ogni distinzione tra gli ordini cardinalizi: cardinali vescovi, presbiteri e diaconi sono posti sullo stesso piano [2];
2. Qualora, durante il conclave, non si giunga ad una scelta unanime, risulta eletto il candidato scelto dai due terzi dei presenti:

(Licet de evitanda discordia, citato da Ambrogio M. Piazzoni, Storia delle elezioni pontificie, p. 130)
  Entrambe le regole sono ancora in vigore. Il decreto Licet de evitanda discordia fu effettivamente efficace, visto che dalla sua promulgazione nel 1179 non vi furono altri antipapi per quasi 150 anni (cioè fino al 1328).

## Elezione di Lucio III
Papa Alessandro III morì il 30 agosto 1181 a Civita Castellana. Due giorni dopo, il 1º settembre 1181, i cardinali, riunitisi a Roma (probabilmente in Laterano o nella Basilica Vaticana), elessero papa il loro Decano, il cardinale Ubaldo Allucingoli di Lucca, cardinale vescovo di Ostia, che prese il nome di papa Lucio III. Il 6 settembre 1181 egli venne incoronato dal cardinal Teodino di Porto a Velletri.

## Cardinali elettori
A quella data, nel 1181, il Sacro Collegio era probabilmente composto di 27 cardinali Dall'analisi delle bolle pontificie del 1181 e dai dati disponibili sulle missioni estere dei cardinali si può stabilire che all'elezione parteciparono non più di 19 cardinali.
Salvador Miranda invece indica in 40 i componenti del Sacro Collegio, di cui 11 assenti. Tuttavia, recenti studi hanno appurato che non potevano esserci più di ventisette cardinali viventi al momento della morte di Alessandro III, e che la lista fornita dal Miranda appare erronea.

### Cardinali presenti
| Nome                          | Paese                        | Titolo cardinalizio                               | Ruolo                                                                                         | Nascita  | Concistoro |
| ----------------------------- | ---------------------------- | ------------------------------------------------- | --------------------------------------------------------------------------------------------- | -------- | ---------- |
| Ubaldo Allucingoli            | Repubblica di Lucca          | Cardinale vescovo di Ostia                        | Decano del Sacro Collegio; eletto papa                                                        | 1097 ca. | 16/02/1138 |
| Teodino degli Atti            | Arrone, Stato Pontificio     | Cardinale vescovo di Porto e Santa Rufina         | Legato Pontificio                                                                             |          | 18/12/1165 |
| Paolo Scolari                 | Stato Pontificio             | Cardinale-vescovo di Palestrina                   | Arciprete della Basilica Liberiana; futuro Papa Clemente III                                  | 1130     | 21/09/1179 |
| Alberto di Morra, Can.Reg.    | Stato Pontificio (Benevento) | Cardinale presbitero di S. Lorenzo in Lucina      | Cancelliere di Santa Romana Chiesa; Cardinale protopresbitero; futuro Papa Gregorio VIII      | 1100 ca. | 21/12/1156 |
| Giovanni dei Conti di Anagni  | Stato Pontificio (Benevento) | Cardinale presbitero di S. Marco                  |                                                                                               | 1120 ca. | 02/1159    |
| Cinzio Papareschi             | Stato Pontificio             | Cardinale presbitero di S. Cecilia                | nipote di Innocenzo II                                                                        |          | 14/03/1158 |
| Pietro de Bono, Can.Reg.      | Stato Pontificio             | Cardinale presbitero di S. Susanna                | Legato pontificio in Germania                                                                 |          | 18/03/1166 |
| Ugo Pierleoni                 | Stato Pontificio             | Cardinale presbitero di S. Clemente               | Legato pontificio a latere in Francia, Inghilterra e Scozia; nipote dell'Antipapa Anacleto II |          | 03/1171    |
| Laborante di Panormo          | Repubblica di Firenze        | Cardinale presbitero di S. Maria in Trastevere    | Magister in Diritto Canonico                                                                  | 1123 ca. | 03/1171    |
| Vibiano Tommasi               | Stato Pontificio (Orvieto)   | Cardinale presbitero di S. Stefano in Monte Celio | Legato pontificio in Inghilterra e Irlanda                                                    |          | 07/03/1175 |
| Ardoino da Piacenza, Can.Reg. | Piacenza                     | Cardinale presbitero di S. Croce in Gerusalemme   |                                                                                               |          | 02/06/1178 |
| Mathieu d’Anjou               | Regno di Francia             | Cardinale presbitero di S. Marcello               |                                                                                               |          | 22/12/1178 |
| Giacinto Bobone               | Stato Pontificio             | Cardinale diacono di S. Maria in Cosmedin         | Protodiacono; futuro Papa Celestino III                                                       | 1106 ca. | 22/12/1144 |
| Ardicio Rivoltella            | Libero comune di Milano      | Cardinale diacono di S. Teodoro                   | Legato pontificio in Lombardia                                                                |          | 21/12/1155 |
| Rainiero da Pavia             | Pavia                        | Cardinale diacono di S. Giorgio in Velabro        |                                                                                               |          | 06/06/1175 |
| Matteo, Can.Reg.              | Stato Pontificio             | Cardinale diacono di Santa Maria della Scala      |                                                                                               |          | 04/03/1178 |
| Graziano da Pisa              | Repubblica di Pisa           | Cardinale diacono dei Santi Cosma e Damiano       | nipote di papa Eugenio III                                                                    |          | 04/03/1178 |
| Rainier le Grand              | Regno di Francia             | Cardinale diacono di Sant'Adriano                 |                                                                                               |          | 22/09/1178 |
| Giovanni                      | Stato Pontificio             | Cardinale diacono di S. Angelo in Pescheria       |                                                                                               |          | 22/09/1178 |

### Cardinali assenti
| Nome                                 | Paese             | Titolo cardinalizio                      | Ruolo                                                                                  | Nascita  | Concistoro    |
| ------------------------------------ | ----------------- | ---------------------------------------- | -------------------------------------------------------------------------------------- | -------- | ------------- |
| Konrad von Wittelsbach               | Ducato di Baviera | Cardinale vescovo di Sabina              | Arcivescovo metropolita di Magonza e Salisburgo; Suddiacono del collegio cardinalizio; | 1125     | Novembre 1163 |
| Henri de Marsiac, O.Cist.            | Regno di Francia  | Cardinale vescovo di Albano              | Legato pontificio in Terra Santa                                                       | 1136     | Marzo 1179    |
| Simeone Borelli, O.S.B.Cas.          | Regno di Sicilia  | Cardinale diacono di S. Maria in Domnica | Abate di Subiaco                                                                       |          | 14/03/1158    |
| Pierre Ithier, Can.Reg.              | Regno di Francia  | Cardinale vescovo di Frascati            | Legato pontificio in Francia e Germania; arcivescovo eletto di Bourges                 |          | 21/09/1173    |
| Ruggiero di San Severino, O.S.B.Cas. | Regno di Sicilia  | Cardinale presbitero di S. Eusebio       | Arcivescovo di Benevento                                                               | 1145 ca. | 22/12/1178    |
| Guillaume de Champagne               | Regno di Francia  | Cardinale presbitero di Santa Sabina     | Arcivescovo di Reims; Legato pontificio in Inghilterra                                 | 1135     | Marzo 1179    |